# کلاوس گروین
کلاوس گروین (انگلیسی: Klaus Gerwien; ۱۱ سپتامبر ۱۹۴۰ – ۳ سپتامبر ۲۰۱۸) بازیکن فوتبال اهل آلمان بود.
از باشگاه‌هایی که در آن بازی کرده‌است می‌توان به باشگاه فوتبال آینتراخت برانشوایگ و باشگاه فوتبال وولفسبورگ اشاره کرد.
وی همچنین در تیم‌های ملی فوتبال زیر ۲۱ سال آلمان و آلمان بازی کرده‌است.